# Pompás ökörfarkkóró
Az pompás ökörfarkkóró (Verbascum speciosum) a kétszikűek (Magnoliopsida) osztályába, az ajakosvirágúak (Lamiales) rendjébe és a görvélyfűfélék (Scrophulariaceae) családjába tartozó faj. Kelet-Európában és Nyugat-Ázsiában honos.

## Leírás
Kétéves faj, első évben tőlevélrózsát fejleszt. Virágzata végálló füzér, termése tok. Szára vastag, szögletes. 60–200 cm magas növény, felső részében gyertyatartó alakúan álló ágakkal. Szárazságtűrő, száraz területeken, különösen a kőmurvás, sovány hegyi legelőkön előforduló sereges gyom.
Virágzási időszaka június, júliusban. A virágok átmérője 18 és 30 mm. Szirmai sárgák, öt porzóval.

## Képek

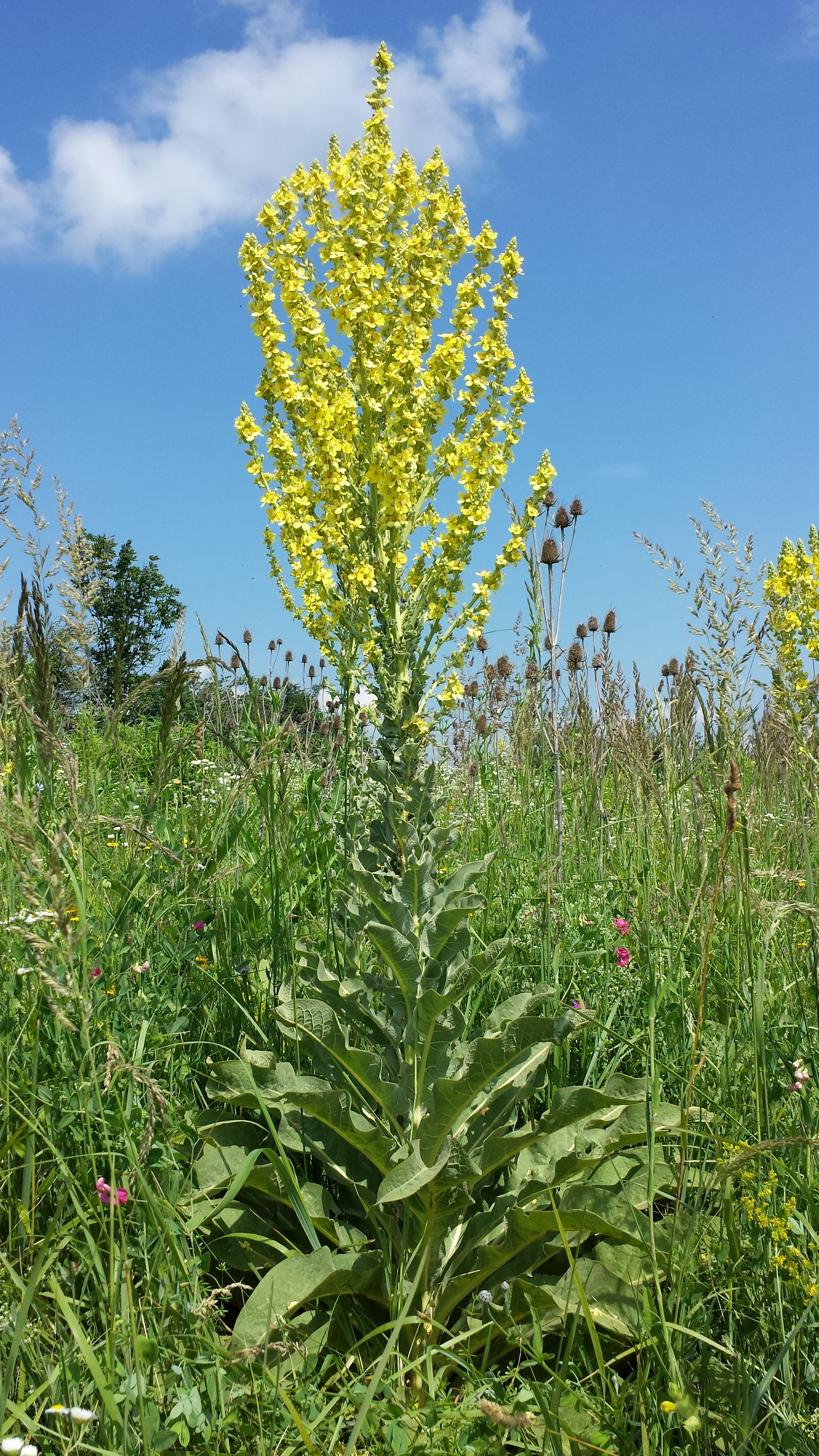
Habitusa
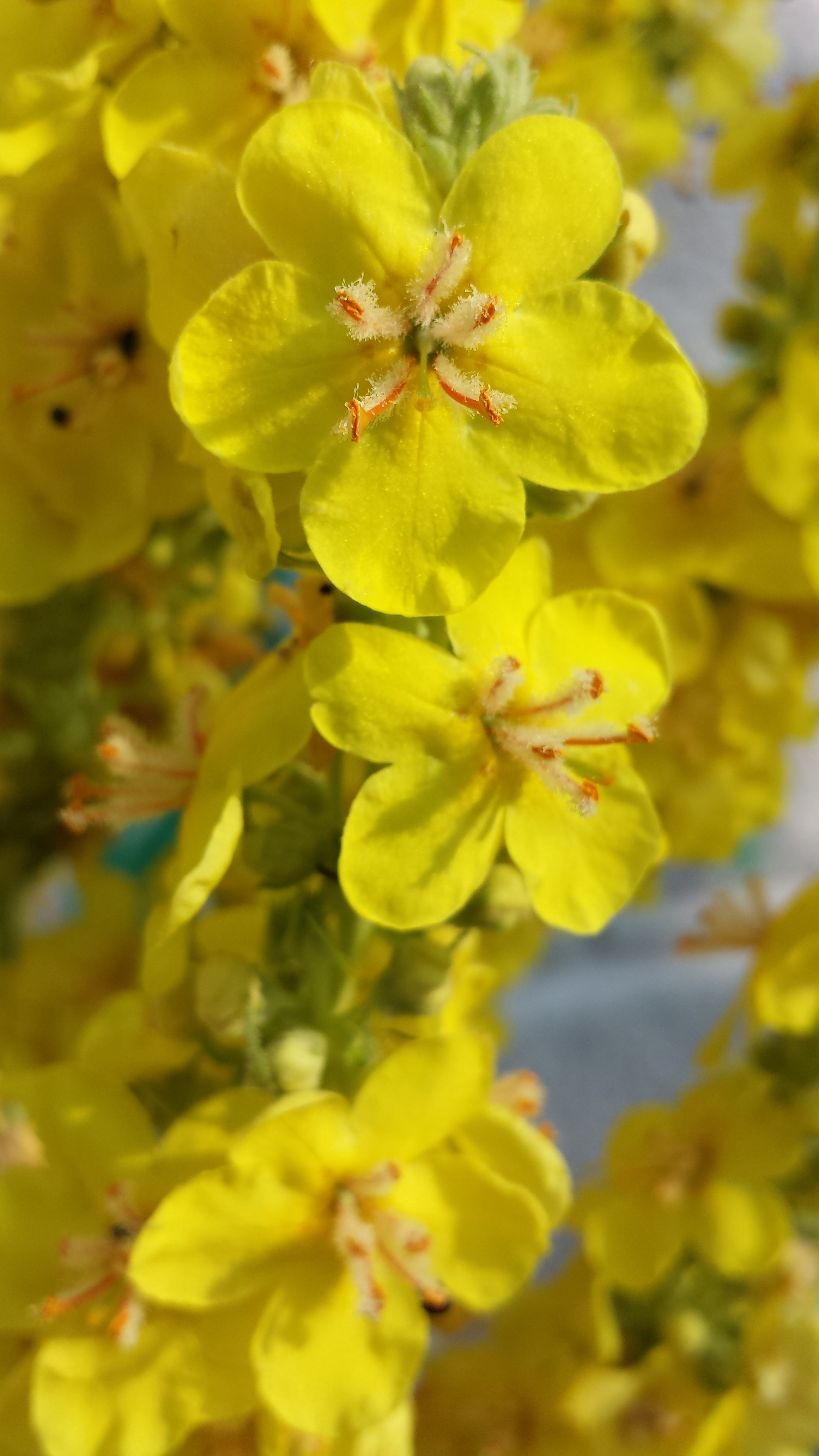
Virágai
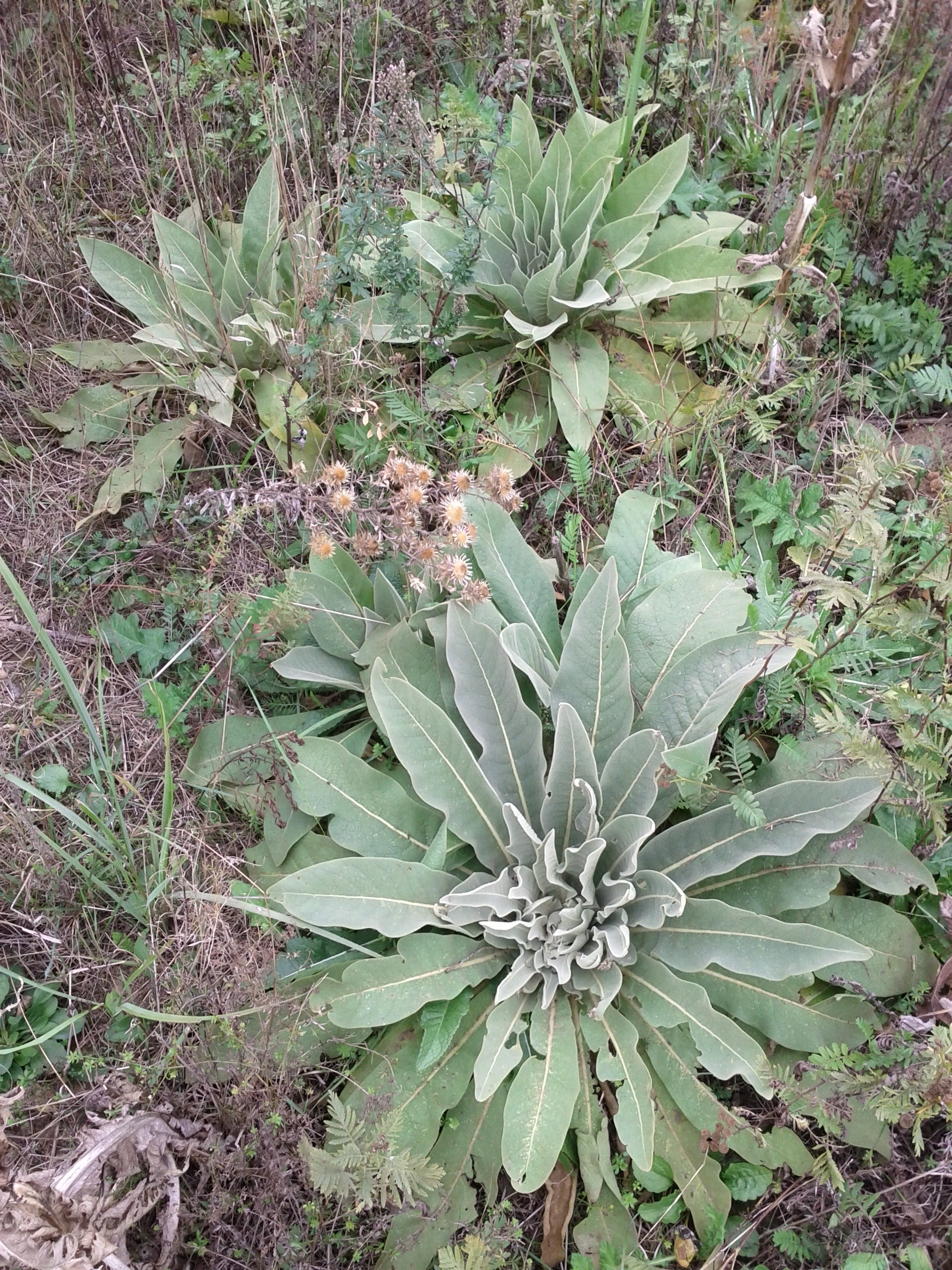
Az elsőéves tőlevélrózsa